# Jean E. Sammet
Jean E. Sammet (* 23. März 1928 in New York City, New York; † 20. Mai 2017) war eine US-amerikanische Informatikerin.

## Leben
Jean E. Sammet erreichte 1948 an der ausschließlich für Frauen zugänglichen Hochschule Mount Holyoke College ihren Bachelor of Arts in Mathematik; an der University of Illinois at Urbana-Champaign absolvierte sie ein Jahr später den Master of Arts, ebenfalls in Mathematik. 1953 nahm sie eine Stelle als Mathematikerin bei der Sperry Corporation an, ab 1955 war sie dort leitende Programmiererin. Am Adelphi College gab sie von 1956 bis 1958 Programmierunterricht.
Um sich stärker auf die Programmierung konzentrieren zu können, wechselte sie 1958 zu Sylvania Electric Products. Dort leitete sie bis 1961 die Programmierung für MOBIDIC. Ebenfalls in dieser Zeit war sie wichtiges Mitglied des für die Entwicklung der Programmiersprache COBOL verantwortlichen „CODASYL Short Range Committee“. Nach ihrer Tätigkeit bei Sylvania nahm sie eine Stelle bei IBM an und wurde Leiterin des Boston Advanced Programming Departments. Bei IBM war sie unter anderem für den Entwurf und die Entwicklung von FORmula MAnipulation Compiler (FORMAC) verantwortlich. FORMAC ist eine Erweiterung für Fortran und stellte die erste praktisch genutzte Programmiersprache zur symbolischen Manipulation von mathematischen Ausdrücken und Formeln dar. In den 1960er Jahren veröffentlichte sie wissenschaftliche Arbeiten zu Programmiersprachen und Manipulation von Formeln. 1965 zeichnete ihr Arbeitgeber sie mit dem IBM Outstanding Contribution Award aus. Im selben Jahr wurde sie Programming language technology manager in der IBM-Abteilung für Systementwicklung. In dieser Position leitete sie die Entwicklung der Programmiersprache Ada. Das 1969 im Rahmen ihrer Arbeit bei IBM erschienene Programming languages: history and fundamentals galt als Standardwerk über Programmiersprachen.
In der Association for Computing Machinery war sie unter anderem von 1972 bis 1974 als Vizepräsidentin, danach zwei Jahre als Präsidentin tätig. 1978 war Sammet Vorsitzende und Verantwortliche für das Programm der ersten ACM SIGPLAN History of Programming Languages Conference (HOPL). Von 1977 bis 1979 war sie erste Vorsitzende des AFIPS History Committee. Ebenfalls in dieser Zeit war sie Vorsitzende zweier ACM-Arbeitsgruppen. Von 1983 an war Sammet Mitglied des Vorstands des Computer Museum in Boston. Im Jahr 1988 beendete Sammet nach 27 Jahren ihre Tätigkeit bei IBM.
1993 übernahm sie die Verantwortung für die Programmplanung der zweiten HOPL.

## Auszeichnungen
1977 wurde Jean E. Sammet in die National Academy of Engineering gewählt. Ein Jahr später erhielt sie die Ehrendoktorwürde am Mount Holyoke College. Die Association for Computing Machinery zeichnete sie 1985 für ihre „hervorragenden Leistungen“ aus. Im Jahr 1989 erhielt sie den „Ada Lovelace Award“ der Association for Women in Computing.
Im Jahr 1994 erhielt sie die Auszeichnung „Fellow of the Association for Computing Machinery“ der Association for Computing Machinery für ihre Leistungen im Bereich der Programmiersprachen. Gemeinsam mit Jan Lee wurde Sammet im Jahr 1997 von der ACM-Arbeitsgruppe SIGPLAN für ihre „hervorragenden Leistungen“ ausgezeichnet. Am 23. Oktober 2001 wurde ihr die Auszeichnung „Fellow of the Computer History Museum“ verliehen.

## Werke (Auswahl)
- 1962: FORmula MAnipulation Compiler mit R. G. Tobey. IBM Boston APD
- 1969: Programming languages: history and fundamentals. Prentice Hall, ISBN 0-13-729988-5
- 1981: History of IBM's Technical Contributions to High Level Programming Languages in IBM Journal of Research and Development, 25(5), September 1981
- 1986: Why Ada is Not Just Another Programming Language in ACM 29(8)
- 1993: The beginning and development of FORMAC (FORmula MAnipulation Compiler) in SIGPLAN Notices 28(03) March 1993